# Toyo Seikan
Toyo Seikan, anciennement Toyo Seikan Kaisha, est une entreprise japonaise d'emballage métallique. Fondée en 1933, elle est basée à Tokyo, où elle possède un petit musée de l'emballage dans le quartier de Gotanda.

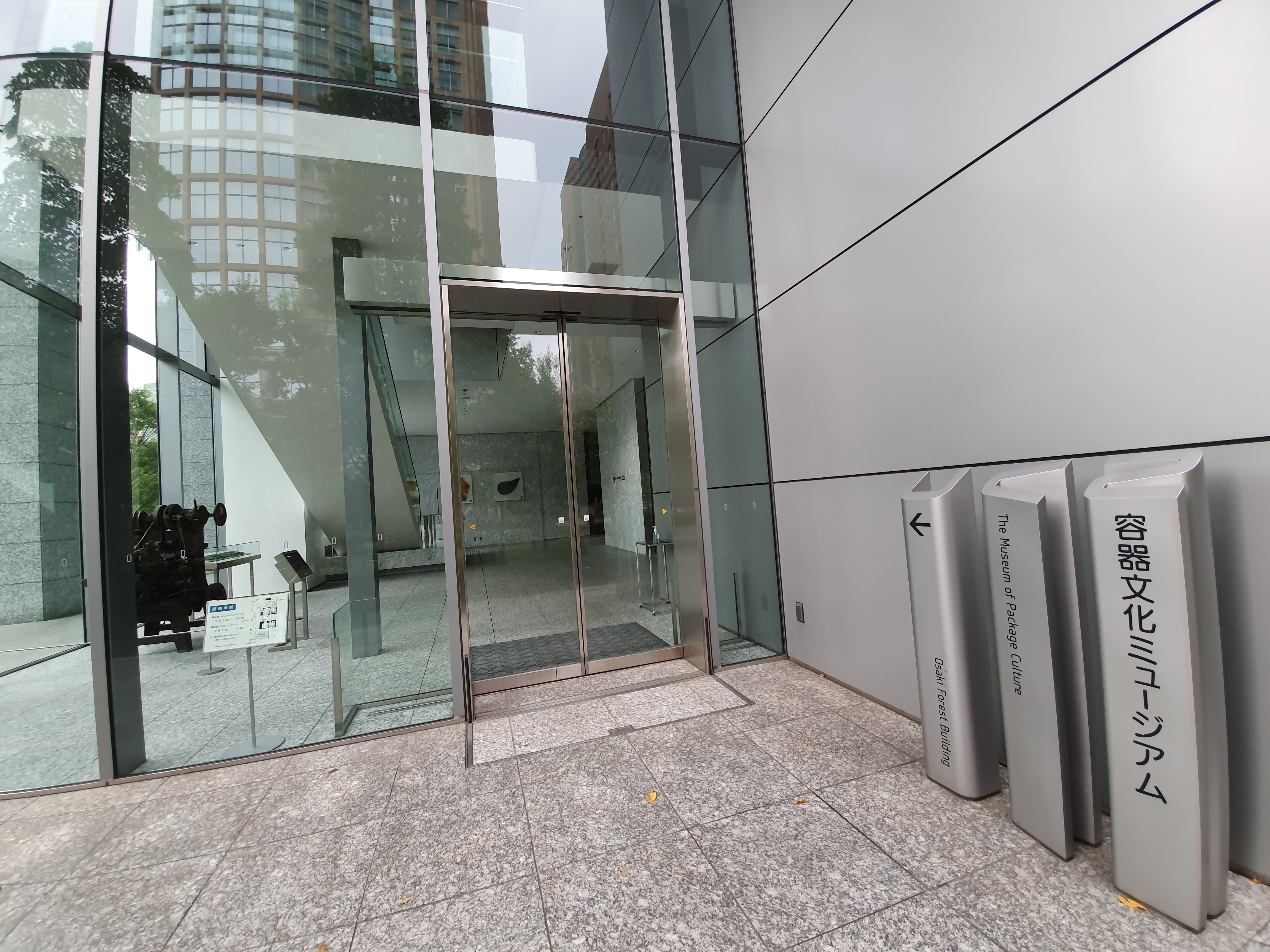
Entrée du Museum of Package Culture (容器文化ミュージアム).